# Clubiona pseudomaxillata
Clubiona pseudomaxillata este o specie de păianjeni din genul Clubiona, familia Clubionidae, descrisă de Hogg, 1915. Conform Catalogue of Life specia Clubiona pseudomaxillata nu are subspecii cunoscute.